# 东周列国故事新编
《东周列国故事新编》是中国作家林汉达编著的一部关于中国春秋战国历史的通俗历史读物。作为《前后汉故事新编》、《三国故事》系列的第一部。内容包括从周宣王到焚书坑儒历史故事，大体与《东周列国志》的故事范围相同。是林汉达对以口语写作的实验作品，其中人物的对话都是口语。1948年，由生活书店出版。1962年，经林汉达修订，又被中华书局出版。